# Otto Virtanen
Otto Virtanen (* 21. Juni 2001 in Hyvinkää) ist ein finnischer Tennisspieler.

## Karriere
Virtanen spielte bis 2019 auf der ITF Junior Tour. In der Jugend-Rangliste erreichte er Ende 2018 mit Rang 6 seine höchste Notierung. Sein bestes Ergebnis bei Grand-Slam-Turnieren im Einzel war das Viertelfinale bei den Australian Open 2019. Beim prestigeträchtigen Orange Bowl gewann er zudem im selben Jahr den Titel. Schon 2018 gewann er mit Yankı Erel die Doppelkonkurrenz von Wimbledon. Obwohl noch bis Ende 2019 spielberechtigt, wechselte er nach Wimbledon Mitte des Jahres zu den Profis.
Bei den Profis spielte Virtanen auch schon parallel zur Zeit als Junior. 2018 zog er auf der drittklassigen ITF Future Tour das erste Mal ins Finale ein und gewann im Doppel dort den ersten Titel. In der Tennisweltrangliste fand er sich dadurch im Einzel erstmals in den Top 900 wieder. 2019 besiegte er beim ersten Challenger-Turnier, das er spielte, die Nummer 117 der Welt, Thomas Fabbiano in drei Sätzen und kam bis ins Achtelfinale. 2020 gab er in der verkürzten Saison sein Debüt für die finnische Davis-Cup-Mannschaft, als er je ein Match verlor und gewann. Ende des Jahres gewann er seinen ersten Einzel-Titel auf der Future Tour, womit er das Jahr auf Rang 608 beendete. 2021 stand er viermal bei Futures im Finale und gewann zwei Titel. In Tampere schaffte er erstmals den Sprung in ein Challenger-Viertelfinale und in Ismaning kämpfte er sich das erste Mal durch die Qualifikation. Das verhalf ihm zu einem weiteren Sprung in der Rangliste auf Platz 388 am Jahresende.
2022 kam Virtanen durch zwei weitere Future-Finals in den Bereich, wo er häufiger bei Challengers an den Start gehen konnte, sodass er das ab der Jahreshälfte ausschließlich tat. Beim Challenger in Surbiton, das zur höchsten Kategorie innerhalb der Challenger gehörte, spielte er sich durch die Qualifikation und besiegte in Runde 1 Thanasi Kokkinakis, den 86. der Welt. Im Halbfinale wurde er vom späteren Turniersieger Jordan Thompson gestoppt. Er kam damit 70 Plätze weiter nach vorne. Im weiteren Verlauf zog er in Liberec und Roanne weitere Male ins Halbfinale ein. Der größte Erfolg gelang ihm in Bergamo, wo er, erneut aus der Qualifikation startend, den Titel gewann. Im Finale schlug er Jan-Lennard Struff. Nach Emil Ruusuvuori ist er der zweite finnische Challengersieger der letzten 10 Jahre. In keinem der sieben Matches gab er einen Satz ab. Im Doppel trat er 2022 mit Viktor Durasovic an. Die Paarung schaffte nach zwei Halbfinals auch den ersten gemeinsamen Doppeltitel in Brest zu gewinnen. In der Weltrangliste schloss der Finne sein bis dato erfolgreichstes Jahr auf Platz 176 im Einzel und 301 im Doppel ab.

## Erfolge
| Legende (Anzahl der Siege) |
| Grand Slam                 |
| ATP Finals                 |
| ATP Tour Masters 1000      |
| ATP Tour 500               |
| ATP Tour 250               |
| ATP Challenger Tour (8)    |

### Einzel

#### Turniersiege
| Nr. | Datum            | Turnier    | Belag         | Finalgegner        | Ergebnis        |
| --- | ---------------- | ---------- | ------------- | ------------------ | --------------- |
| 1.  | 6. November 2022 | Bergamo    | Hartplatz (i) | Jan-Lennard Struff | 6:2, 7:5        |
| 2.  | 12. März 2023    | Lugano (1) | Hartplatz (i) | Cem İlkel          | 6:4, 7:65       |
| 3.  | 2. April 2023    | Lille      | Hartplatz (i) | Max Purcell        | 6:73, 6:4, 6:2  |
| 4.  | 25. Februar 2024 | Pau        | Hartplatz (i) | Leandro Riedi      | 7:5, 7:5        |
| 5.  | 10. März 2024    | Lugano (2) | Hartplatz (i) | Daniel Masur       | 6:74, 6:4, 7:63 |
| 6.  | 27. Oktober 2024 | Brest      | Hartplatz (i) | Benjamin Bonzi     | 6:4, 4:6, 7:66  |
| 7.  | 8. Juni 2025     | Birmingham | Rasen         | Colton Smith       | 6:4, 6:4        |

### Doppel

#### Turniersiege
| Nr. | Datum            | Turnier | Belag         | Partner          | Finalgegner                    | Ergebnis |
| --- | ---------------- | ------- | ------------- | ---------------- | ------------------------------ | -------- |
| 1.  | 30. Oktober 2022 | Brest   | Hartplatz (i) | Viktor Durasovic | Filip Bergevi Petros Tsitsipas | 6:4, 6:4 |